# 手をつなぐ子等
『手をつなぐ子等』（てをつなぐこら）は、1944年（昭和19年）に発表された田村一二の児童文学であり、それを原作とした1948年（昭和23年）製作・公開、伊丹万作脚本、稲垣浩監督による日本の長篇劇映画である。同映画は、1964年（昭和39年）に羽仁進が監督し、『手をつなぐ子ら』のタイトルでリメイクされており、これについても本項で詳述する。

## 略歴・概要
当時「特異児童」と呼ばれた「教育上特別な配慮を要する」心身障害児や学業不振児の教育とその研究で知られた田村一二（1909年 - 1995年）の初期の著書である。1944年に大雅堂から発行されたのが、本作の最初の書籍である。
映画化作品『手をつなぐ子等』については、1944年に原作が発行され、結核のため、監督業を休業して脚本執筆に専念していた伊丹万作がこれに取り組んだが、映画化されるのを観ずして、伊丹は1946年（昭和21年）9月21日に亡くなっている。同作が製作・公開されたのは、1948年（昭和23年）3月30日であった。伊丹は、没後公開された本作により、同年、第3回毎日映画コンクール脚本賞を受賞した。稲垣浩が監督したこの映画と伊丹のシナリオをもとに、羽仁進および内藤保彦が脚本をリライトし、羽仁が監督してリメイクしたのが、『手をつなぐ子ら』であり、同リメイク作品は、1964年（昭和39年）3月28日に公開された。前者の製作は大映京都撮影所、後者は独立プロダクションの昭和映画であるが、配給はいずれも大映が行った。

## ビブリオグラフィ
国立国会図書館蔵書による収録書籍の一覧である。
- 『手をつなぐ子等』、大雅堂、1944年
- 『手をつなぐ子等 前篇』、脚色佐木秋夫、絵画伊勢田邦彦、池田書店、1949年
- 『手をつなぐ子等 後篇』、脚色佐木秋夫、絵画伊勢田邦彦、池田書店、1949年
- 『忘れられた子等・手をつなぐ子等 外三編』、大阪教育図書、1950年
- 『田村一二名作選 忘れられた子等・手をつなぐ子等』、大阪教育図書、1950年
- 『手をつなぐ子等』、北大路書房、1966年

## 映画（1948年）
『手をつなぐ子等』（てをつなぐこら）は、 田村一二の同名の著書を原作とした1948年（昭和23年）製作・公開、伊丹万作脚本、稲垣浩監督による日本の長篇劇映画である。2013年（平成25年）1月現在、東京国立近代美術館フィルムセンターは、完全尺「86分」の35mmフィルムの上映用プリントを所蔵している。ビデオグラムについては、VHSベースで発売されていたことがある。本作のシナリオは、1961年（昭和36年）11月15日に発行された『伊丹万作全集 第3巻』（筑摩書房）に収録されている。

### スタッフ・作品データ
- 企画 : 松山英夫
- 監督 : 稲垣浩
- 脚色 : 伊丹万作
- 原作 : 田村一二
- 音楽 : 大木正夫
- 撮影 : 宮川一夫
- 照明 : 森下喜一
- 美術 : 角井平吉
- 録音 : 中村敏夫
- 編集 : 西田重雄
- 装置 : 林米松
- 装飾 : 秋山辰雄
- 背景 : 小倉清三郎
- 衣裳 : 長谷川綾子
- 美粧 : 小林昌典
- 結髪 : 花谷花子
- スチル写真 : 斎藤勘一
- 助監督 : 福島末吉
- 助撮影 : 牧浦地志
- 録音助手 : 長岡榮
- 照明助手 : 澤田嘉一郎
- 記録 : 藤本文枝
- 製作主任 : 黒田豊
- 進行 : 村井頼男
- 演技事務 : 久松健二
- 題字 : 中本清

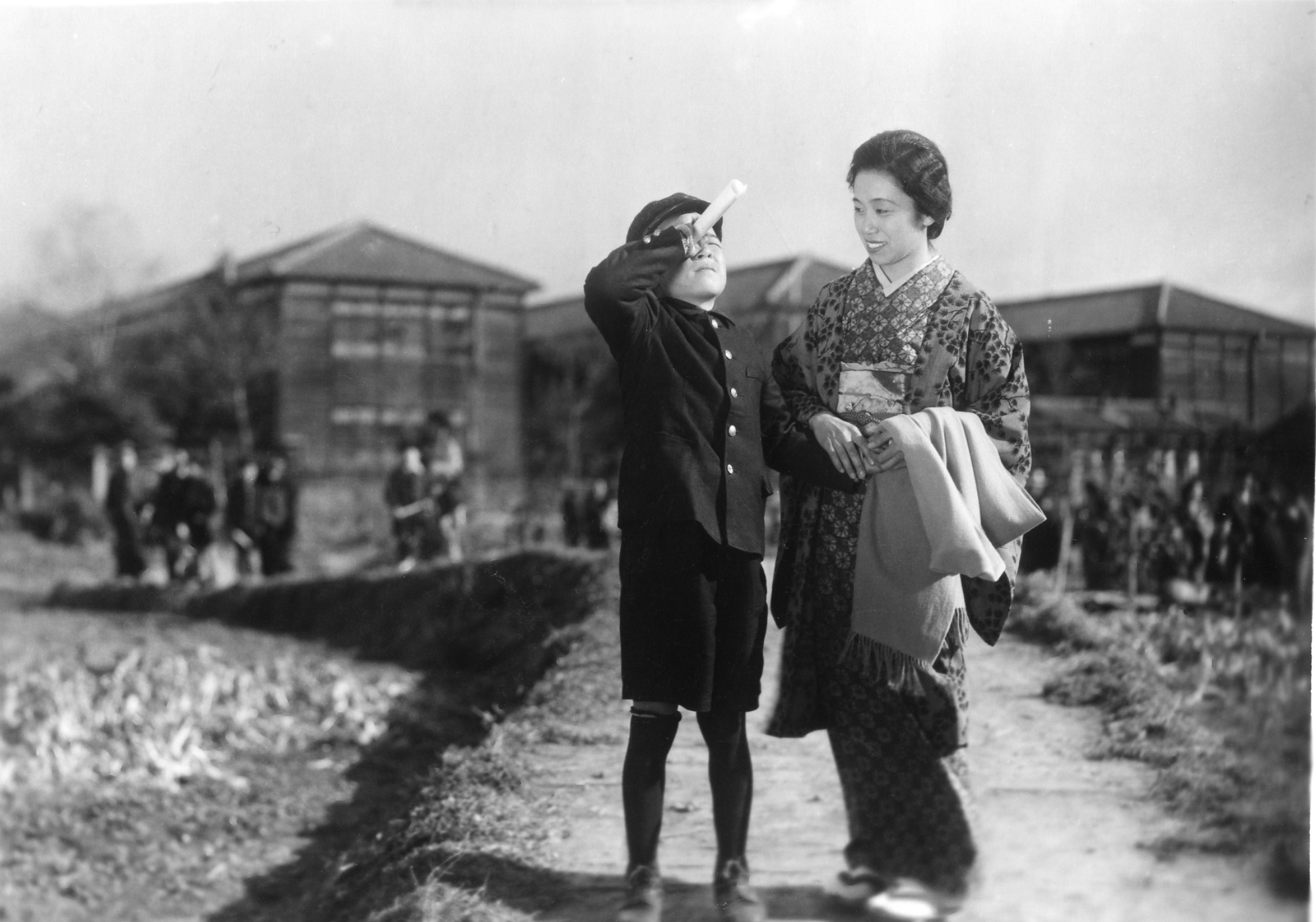
杉村春子

- 参加応援 : 京都市太秦小学校、京都市嵯峨小学校、京都市嵯峨野小学校、京都市第三錦林小学校、和歌山県御坊小学校

- 製作 : 大映京都撮影所
- 上映時間（巻数 / メートル） : 86分（9巻 / 2,365メートル）
- フォーマット : 白黒映画 - スタンダードサイズ（1.37:1） - 24fps - モノラル録音
- 検閲認証番号 : M12113
- 映倫番号 : A-313
- 公開日 :  日本 1948年3月30日
- 配給 :  大映
- 第3回毎日映画コンクール
  - 男優演技賞受賞 笠智衆
  - 脚本賞受賞 伊丹万作

### キャスト
- 松村訓導 - 笠智衆
- 中山寛太 - 初山たかし
- 奥村健二（級長） - 島村イツオ
- 山田金三 - 宮田二郎
- 寛太の父 - 香川良介
- 寛太の母 - 杉村春子
- 校長 - 徳川夢声
- 岡野訓導 - 泉田行夫
- 校医 - 村田宏寿
- 佐藤訓導 - 常盤操子
- 山崎訓導 - 伊達三郎
- 町長 - 葉山富之輔
- 坂田教頭 - 牧龍介
- 田中訓導 - 小田切ふみ子
- 小川訓導 - 向井二三子
- 小使 - 片岡好右ヱ門

## 映画（1964年）
『手をつなぐ子ら』（てをつなぐこら、英語: Children Hand in Hand）は、田村一二の著書『手をつなぐ子等』を原作とした1964年（昭和39年）製作・公開、伊丹万作脚本、羽仁進・内藤保彦潤色、羽仁進監督による日本の長篇劇映画である。1948年（昭和23年）製作・公開、伊丹万作脚本、稲垣浩監督による劇映画『手をつなぐ子等』のリメイク作品である。本作は、1965年（昭和40年）に行われた第4回モスクワ国際映画祭で審査員特別賞を獲得した。2013年（平成25年）1月現在、東京国立近代美術館フィルムセンターは、本作の上映用プリントを所蔵していない。

### スタッフ・作品データ
- 企画 : 栄田清一郎
- 監督 : 羽仁進
- 脚色 : 伊丹万作
- 潤色 : 羽仁進、内藤保彦
- 原作 : 田村一二
- 音楽 : 武満徹
- 撮影 : 長野重一
- 照明 : 本橋俊男
- 録音 : 安田哲男
- スチル写真 : 船橋悟

- 製作 : 昭和映画
- 上映時間（巻数 / メートル） : 100分（8巻 / 2,345メートル）
- フォーマット : カラー映画 - 大映スコープ（2.35:1） - 24fps - モノラル録音
- 映倫番号 : 12895
- 公開日 :  日本 1964年3月28日
- 配給 :  大映
- 同時上映 : 『柔道名勝負物語 必殺一本』（監督西山正輝、主演本郷功次郎）
- 第4回モスクワ国際映画祭審査員特別賞受賞

### キャスト
- 佐藤英夫 -松村先生
- 森原幸雄 -中山寛太
- 植田元求 -奥村健次
- 香西純夫 -山田錦三
- 谷口善信 -谷島善信
- 寺本好広 -川口好広
- 田村孝 -大庭孝
- 安里親義 -安田親義
- 河野三千雄 -沢野道夫
- 西野薫 -西田薫
- 大野博央 -小野博央
- 薮谷美恵 -神谷美恵
- 伊藤陽司 -岩田陽司
- 山崎耕一郎 -矢崎
- 北城由紀子 -奥村の姉
- 新屋英子 -せき
- 道井恵美子 -絹江